# Escuela antigua de Cerro Castillo

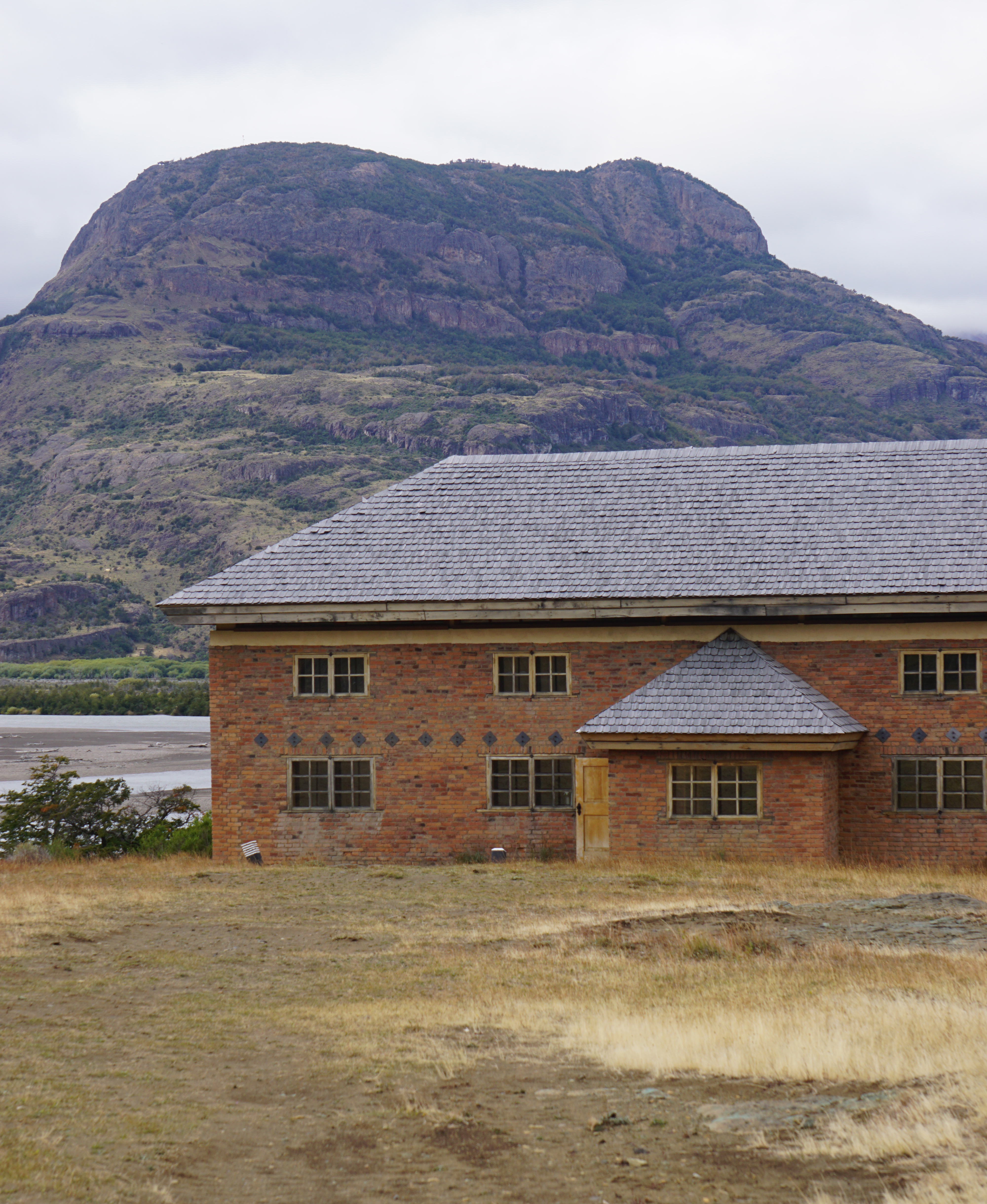

La escuela antigua de Villa Cerro Castillo o Museo Escuela de Cerro Castillo es un edificio que albergó la escuela de la localidad Villa Cerro Castillo, ubicada en la comuna de Río Ibáñez, en la Región de Aysén, Chile. Fue construida en 1955 por la propia comunidad local para dar un espacio para la educación de sus hijos, dada la condición de aislamiento  en que se encontraban las familias colonas en ese territorio. El edificio fue nombrado Monumento Nacional mediante el decreto 454, del 5 de febrero de 2008.

## Características
El edificio original tiene dos pisos y una superficie original de 313 m². Consta de una planta de dos pisos, techumbre de cuatro aguas, cubierta de tejuelas, fundaciones de piedra y muros de albañilería de ladrillo. Las ventanas en el primer piso son homogéneas en forma y tamaño, al igual que las del segundo piso, que son más pequeñas.
Fue construido en ladrillo y madera, usando técnicas tradicionales, lo que representa un ejemplo de las estrategias espontáneas de los colonos de esa época.
Está ubicada en un punto estratégico, a sólo 200 metros de los sitios arqueológicos del Alero Las Manos y Guanaca con cría, ambos de relevancia cultural para la zona, y en un entorno paisajístico constituido por elementos identitarios de la región, como el volcán Hudson, el río Ibáñez y el cerro Castillo.

## Historia
Funcionó entre los años 1958 y 1968, año en que se creó la nueva escuela en el pueblo de Cerro Castillo. En 1969, un incendio destruyó esta nueva construcción, trasladándose el alumnado al antiguo edificio hasta el año 1975, fecha que ocurre su abandono definitivo.
El año 1997 comienza un proceso de restauración del inmueble.Las obras fueron financiadas por la SUBDERE a través del programa de Puesta en Valor del Patrimonio y del FNDR,  con la finalidad de convertirse en museo de sitio. 
En 2008, el edificio fue nombrado Monumento Nacional, destacándolo como ejemplo de la colonización y de la determinación de los lugareños por hacer frente a las dificultades derivadas del aislamiento geográfico.

## Uso actual
Desde el año 2015 hasta la actualidad, el inmueble se abre a la comunidad  como Museo al servicio de la comunidad en función del rescate y difusión del patrimonio local. Cuenta con colecciones arqueológicas, paleontológicas y de historia local. Es además la antesala al sitio arqueológico Paredón de las Manos, emplazado en la ribera sur del Río Ibáñez.
Su misión es "Fomentar el desarrollo de los valores culturales presentes en la localidad de Villa Cerro Castillo mediante el resguardo, conservación, investigación y la difusión de su patrimonio Humano e histórico, facilitando de esta forma a la comunidad local y regional el acceso al conocimiento de la identidad cultural presente en este territorio"